# Marathon de Valence
Le marathon de Valence est une course de marathon se déroulant tous les ans, fin novembre ou début décembre, dans les rues de Valence, en Espagne. Créée en 1981, l'épreuve fait partie en 2015 du circuit international des IAAF Road Race Label Events, dans la catégorie des « Labels d'argent ». En 2023 elle fait partie du circuit World Athletics Label Road Races dans la catégorie Label Platine.

## L'histoire
Le premier marathon organisé à Valence a eu lieu le 29 mars 1981.
L'histoire du marathon dans la ville n'est autre que le Maratón Popular de Valencia, dont la première édition a eu lieu le 29 mars 1981, suivie, année après année, de 29 autres jusqu'à sa trentième édition en 2010. Cette histoire est étroitement liée à la Sociedad Deportiva Correcaminos, l'un des premiers clubs sportifs à se lancer dans l'athlétisme populaire à la fin des années 1970.
La naissance de ce projet n'a pas différé, ni dans le temps ni dans l'objectif, des nombreux autres qui se mettaient en place dans le monde entier ; pour l'anecdote, le marathon de Valence est né le même jour de la même année que le marathon de Londres : le 29 mars 1981. Peu avant cette date et beaucoup après ont ajouté et continuent d'ajouter leur nom à la longue liste des épreuves de distance marathonienne. Tout au long de ces 30 années, les circuits de cette course mythique ont changé, tout comme les nationalités de ses vainqueurs.
Le Paseo de la Alameda a vu naître le premier marathon et sa trentième édition, la dernière en date ; les circuits se sont succédé à la recherche du meilleur tracé, un adjectif qui a de nombreuses interprétations différentes, dans le but d'améliorer techniquement le parcours et de rapprocher les coureurs du public. Les vainqueurs ont été de différentes nationalités, mais la mémoire est sélective et Vicente Antón et Elisenda Pucurull sont restés à jamais dans l'esprit et le cœur des supporters. La 31e édition a lancé le nouveau projet du Marathon de Valence, et Correcaminos a été confronté à un doute "à la Hamlet" : être ou ne pas être, c'est-à-dire rester dans la continuité confortable de l'organisation de marathons de second ordre ou, en se dressant contre toutes sortes d'obstacles, accepter l'offre de la mairie de Valence de s'associer à elle pour lutter ensemble afin de placer notre marathon dans la galerie de la gloire où ne résident que les élus. La décision est déjà connue de tous, le temps en tant que juge dictera la sentence et nous devons tous marcher ensemble pour qu'elle soit favorable.

## Le nouveau marathon est né en 2011
En 2011, un nouveau concept de marathon est né pour Valence. Des changements dans le circuit, dans la date, dans la façon de comprendre l'événement et de le vendre au monde extérieur. L'une des nouveautés les plus visuelles est la ligne d'arrivée spectaculaire sur une passerelle au-dessus des eaux de l'incomparable Cité des Arts et des Sciences. Divina Pastora Seguros a été son principal sponsor en 2011, 2012 et 2013. De plus, le Marathon de la Trinité Alfonso de Valence dispose d'un circuit idéal (entièrement plat), d'une température parfaite (entre 12 et 17 degrés). Le mois de novembre est la période de l'année la plus propice à la course de fond et, avec le cadre incomparable qui accompagne l'événement, il fait du Marathon de la Trinité Alfonso de Valence l'un des événements les plus remarquables de la scène nationale.
La Cité des Arts et des Sciences sera le centre névralgique d'un événement qui se veut une célébration du sport. Le départ et l'arrivée, ainsi que les activités parallèles à la course, se dérouleront dans cette enclave architecturale, sans aucun doute l'une des plus spectaculaires de notre siècle.

## Le marathon le plus rapide d'Espagne
Le 17 novembre 2013, le marathon de Valence est devenu le marathon le plus rapide jamais couru sur le sol espagnol. Felix Kipkemoi Keny, qui faisait partie des favoris mais n'était pas, a priori, le coureur le plus en forme parmi les participants, a réalisé de superbes 10 derniers kilomètres pour réaliser un temps de 2.07:14, soit quelque 16 secondes de plus que le précédent record sur le sol espagnol détenu par le marathon de Barcelone. Chez les femmes, l'Ethiopienne Azalach Maresha a battu le record du parcours valencien en 2.27:01, un autre record international et l'un des plus rapides jamais enregistrés en Espagne.
Lors de l'édition 2019, qui s'est tenue le 1er décembre, l'Éthiopien Kinde Atanaw Alayew a battu le record du parcours avec un temps de 2h 03:51 pour ses débuts dans le marathon. Cela fait de Valence la quatrième ville la plus rapide au monde sur la distance, derrière Berlin, Londres et Dubaï. Lors de cette même édition, l'athlète éthiopienne Roza Dereje Bekele a battu le record féminin à Valence, avec un temps de 2:18:30.

## Label d'or de l'IAAF
Depuis janvier 2016, le Marathon Alfonso Valencia de Trinidad détient la distinction Gold Label décernée par l'IAAF en reconnaissance de l'événement et est le premier marathon à recevoir cette distinction en Espagne.

## Label Platine de l'IAAF
Pour l'édition 2020, le World Athletics, anciennement l'IAAF, lui a décerné le tout nouveau Label Platine en reconnaissance de l'événement, ce qui en fait le premier et le seul marathon à recevoir cette distinction en Espagne. Seule une douzaine de courses dans le monde obtiendront cette distinction maximale de platine en 2020.

## Palmarès
| Année | Hommes              | Temps          | Femmes            | Temps           |
| ----- | ------------------- | -------------- | ----------------- | --------------- |
| 2015  | John Nzau Mwangangi | 2 h 6 min 13 s | Beata Naigambo    | 2 h 26 min 57 s |
| 2016  | Victor Kipchirchir  | 2 h 7 min 38 s | Valary Jemeli     | 2 h 24 min 29 s |
| 2017  | Sammy Kitwara       | 2 h 5 min 15 s | Aberu Mekuria     | 2 h 26 min 17 s |
| 2018  | Leul Gebresilase    | 2 h 4 min 31 s | Ashete Bekere     | 2 h 21 min 14 s |
| 2019  | Kinde Atanaw Aleyew | 2 h 3 min 53 s | Roza Dereje       | 2 h 18 min 30 s |
| 2020  | Evans Chebet        | 2 h 3 min 0 s  | Peres Jepchirchir | 2 h 17 min 16 s |
| 2021  | Lawrence Cherono    | 2 h 5 min 12 s | Nancy Jelagat     | 2 h 19 min 31 s |
| 2022  | Kelvin Kiptum       | 2 h 1 min 53 s | Amane Beriso      | 2 h 14 min 58 s |
| 2023  | Sisay Lemma         | 2 h 1 min 48 s | Worknesh Degefa   | 2 h 15 min 51 s |
| 2024  | Sabastian Sawe      | 2 h 2 min 5 s  | Alemu Megertu     | 2 h 16 min 49 s |

 Record de l'épreuve